# 司桥乡
司桥乡，是中华人民共和国甘肃省平凉市静宁县下辖的一个乡镇级行政单位。

## 行政区划
司桥乡下辖以下地区：
张彭村、潘王村、吕曲村、唐岔村、上马村、席湾村、酸刺村、庙咀村、南坡村、司桥村和牟沟村。